# Nuoto ai Giochi della XV Olimpiade - 100 metri stile libero femminili
La competizione 100 metri stile libero femminili di nuoto dei Giochi della XV Olimpiade si è svolta nei giorni dal 26 al 28 luglio 1952 allo stadio olimpico del nuoto di Helsinki.

## Programma
| Data           | Round      | Note                                |
| -------------- | ---------- | ----------------------------------- |
| 26 luglio 1952 | 6 Batterie | I migliori 16 tempi alle semifinali |
| 27 luglio 1952 | Semifinali | I migliori 8 tempi alla finale      |
| 28 luglio 1952 | Finale     |                                     |

## Risultati

### Batterie
| Pos. | Atleta                    | Nazione                                                                   | Tempo  | Posizione finale |
| ---- | ------------------------- | ------------------------------------------------------------------------- | ------ | ---------------- |
| 1    | Irma Heijting-Schuhmacher | Paesi Bassi                                                               | 1'06"7 | 3                |
| 2    | Ilona Novák               | Ungheria                                                                  | 1'07"7 | 9                |
| 3    | Elisabeth Rechlin         | Germania                                                                  | 1'08"5 | 15               |
| 4    | Mette Ove Petersen        | Danimarca                                                                 | 1'09"6 | 18               |
| 5    | Maria Nardi               | Italia                                                                    | 1'13"2 | 30               |
| 6    | Sadako Yamashita          | Giappone                                                                  | 1'13"2 | 30               |
| 7    | Cynthia Eager             | [[Template:AggNaz/HKG 1910-1955 ai Giochi della XV Olimpiade\|Hong Kong]] | 1'16"8 | 38               |

| Pos. | Atleta             | Nazione     | Tempo  | Posizione finale |
| ---- | ------------------ | ----------- | ------ | ---------------- |
| 1    | Johanna Termeulen  | Paesi Bassi | 1'07"3 | 5                |
| 2    | Greta Andersen     | Danimarca   | 1'08"0 | 12               |
| 3    | Judith Roberts     | Stati Uniti | 1'08"2 | 14               |
| 4    | Marianne Lundquist | Svezia      | 1'10"8 | 24               |
| 5    | Vera Schäferkordt  | Germania    | 1'10"9 | 25               |
| 6    | Romana Calligaris  | Italia      | 1'11"0 | 26               |
| 7    | Dolly Nazir        | India       | 1'24"6 | 41               |

| Pos. | Atleta           | Nazione       | Tempo  | Posizione finale |
| ---- | ---------------- | ------------- | ------ | ---------------- |
| 1    | Katalin Szőke    | Ungheria      | 1'07"1 | 4                |
| 2    | Koosje van Voorn | Paesi Bassi   | 1'07"4 | 6                |
| 3    | Josette Arène    | Francia       | 1'09"1 | 17               |
| 4    | Jean Botham      | Gran Bretagna | 1'10"5 | 21               |
| 5    | Fumiko Sakaguchi | Giappone      | 1'14"6 | 35               |
| 6    | Irene Strong     | Canada        | 1'15"1 | 36               |

| Pos. | Atleta           | Nazione       | Tempo  | Posizione finale |
| ---- | ---------------- | ------------- | ------ | ---------------- |
| 1    | Joan Harrison    | Sudafrica     | 1'06"5 | 2                |
| 2    | Jody Alderson    | Stati Uniti   | 1'07"4 | 6                |
| 3    | Angela Barnwell  | Gran Bretagna | 1'07"6 | 8                |
| 4    | Ingegerd Fredin  | Svezia        | 1'08"0 | 12               |
| 5    | Denise Norton    | Australia     | 1'11"8 | 28               |
| 6    | Gladys Priestley | Canada        | 1'13"4 | 32               |
| 7    | Raili Riuttala   | Finlandia     | 1'13"5 | 33               |

| Pos. | Atleta           | Nazione       | Tempo  | Posizione finale |
| ---- | ---------------- | ------------- | ------ | ---------------- |
| 1    | Judit Temes      | Ungheria      | 1'05"5 | 1                |
| 2    | Ragnhild Hveger  | Danimarca     | 1'08"6 | 16               |
| 3    | Maud Berglund    | Svezia        | 1'09"8 | 19               |
| 4    | Lillian Preece   | Gran Bretagna | 1'10"0 | 20               |
| 5    | Ritva Järvinen   | Finlandia     | 1'11"5 | 27               |
| 6    | Sybille Verckist | Belgio        | 1'13"7 | 34               |
| 7    | Shizue Miyabe    | Giappone      | 1'16"6 | 37               |

| Pos. | Atleta             | Nazione     | Tempo  | Posizione finale |
| ---- | ------------------ | ----------- | ------ | ---------------- |
| 1    | Marie Luise Stepan | Stati Uniti | 1'07"7 | 9                |
| 2    | Marjorie McQuade   | Australia   | 1'07"9 | 11               |
| 3    | Ana María Schultz  | Argentina   | 1'10"6 | 22               |
| 4    | Gaby Tanguy        | Francia     | 1'10"6 | 22               |
| 5    | Kathleen McNamee   | Canada      | 1'12"9 | 29               |
| 6    | Susanne Vaterlaus  | Svizzera    | 1'16"8 | 38               |
| 7    | Ritva Koivula      | Finlandia   | 1'17"3 | 40               |

### Semifinali
| Pos. | Atleta                    | Nazione     | Tempo  | Posizione finale |
| ---- | ------------------------- | ----------- | ------ | ---------------- |
| 1    | Jody Alderson             | Stati Uniti | 1'06"6 | 1                |
| 2    | Irma Heijting-Schuhmacher | Paesi Bassi | 1'06"7 | 2                |
| 3    | Johanna Termeulen         | Paesi Bassi | 1'07"1 | 3                |
| 4    | Marie Luise Stepan        | Stati Uniti | 1'07"4 | 7                |
| 5    | Judit Temes               | Ungheria    | 1'07"4 | 7                |
| 6    | Ragnhild Hveger           | Danimarca   | 1'07"7 | 9                |
| 7    | Marjorie McQuade          | Australia   | 1'08"2 | 12               |
| 8    | Ingegerd Fredin           | Svezia      | 1'08"7 | 16               |

| Pos. | Atleta            | Nazione       | Tempo  | Posizione finale |
| ---- | ----------------- | ------------- | ------ | ---------------- |
| 1    | Joan Harrison     | Sudafrica     | 1'07"2 | 4                |
| 2    | Katalin Szőke     | Ungheria      | 1'07"2 | 4                |
| 3    | Angela Barnwell   | Gran Bretagna | 1'07"2 | 4                |
| 4    | Ilona Novák       | Ungheria      | 1'07"8 | 10               |
| 5    | Koosje van Voorn  | Paesi Bassi   | 1'08"1 | 11               |
| 6    | Greta Andersen    | Danimarca     | 1'08"2 | 12               |
| 7    | Judith Roberts    | Stati Uniti   | 1'08"2 | 12               |
| 8    | Elisabeth Rechlin | Germania      | 1'08"5 | 15               |

### Finale
| Pos.    | Atleta                    | Nazione       | Tempo  |
| ------- | ------------------------- | ------------- | ------ |
| Oro     | Katalin Szőke             | Ungheria      | 1'06"8 |
| Argento | Johanna Termeulen         | Paesi Bassi   | 1'07"0 |
| Bronzo  | Judit Temes               | Ungheria      | 1'07"1 |
| 4       | Joan Harrison             | Sudafrica     | 1'07"1 |
| 5       | Jody Alderson             | Stati Uniti   | 1'07"1 |
| 6       | Irma Heijting-Schuhmacher | Paesi Bassi   | 1'07"3 |
| 7       | Marie Luise Stepan        | Stati Uniti   | 1'08"0 |
| 8       | Angela Barnwell           | Gran Bretagna | 1'08"6 |